# Zafkiel

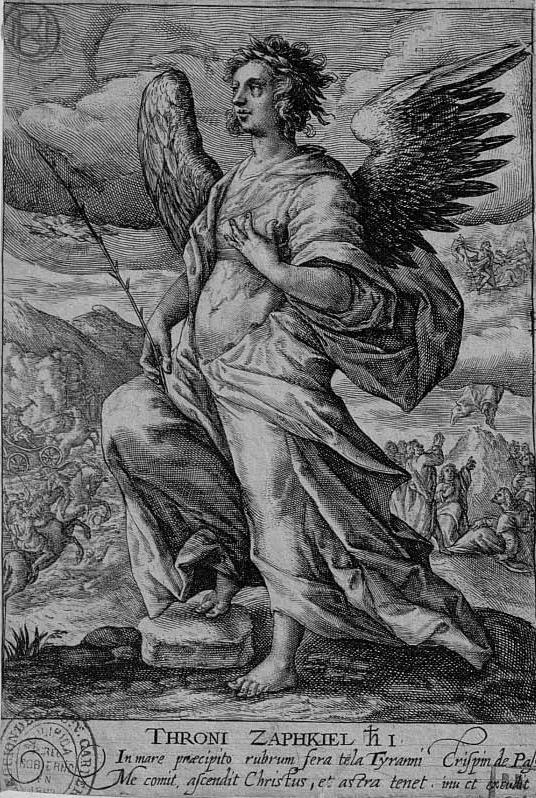
Archanioł Zafkiel

Zafkiel (Zafchial, Zafiel) – wódz chóru tronów i jeden z dziewięciu aniołów rządzących niebiosami, także jeden z siedmiu archaniołów. Zafkiel jest władcą planety Saturn (funkcję tę pełni wspólnie z Jofielem i Orifielem). Według Fludda, Zafkiel, jako Zofiel, jest wodzem chóru cherubinów. Zafkiel miał wiele zadań od Boga. Dotyczyły one głównie kar za grzechy ale również to z ręki tego Anioła cierpiał Hiob, kiedy Bóg wystawiał go na próbę. Zafkiel to także anioł sprawujący kontrolę nad opadami deszczu.